# Liliana Leszner
Liliana Leszner (ur. 9 lutego 1965 w Łodzi) – polska szachistka, mistrzyni międzynarodowa od 1987 roku. W latach 1990–1991 występowała pod nazwiskiem Leszner-Bakalarz.

## Kariera szachowa
Pierwszy z czterech medali mistrzostw Polski juniorek zdobyła w roku 1981 w Pilźnie, zajmując III miejsce w grupie do lat 17. Pozostałe trzy medale zdobyła w kategorii do lat 20: dwa złote (Katowice 1983 i Wrocław 1985) oraz brązowy (Poznań 1984). W roku 1984 zajęła II miejsce w turnieju juniorek w Grudziądzu. Rok później wystąpiła w Zakopanem w meczu Polska – Rumunia, uzyskując najlepszy wynik w polskiej drużynie (4½ pkt w 5 partiach). W roku 1986 zajęła IV miejsce w międzynarodowym turnieju w Decinie. W latach 1986–1995 siedmiokrotnie uczestniczyła w finałach mistrzostw Polski seniorek, zdobywając trzy medale: srebrny (Gdańsk 1994) i dwa brązowe (Wrocław 1987 oraz Lublin 1993). W roku 1995 reprezentowała Polskę na turnieju strefowym (eliminacji mistrzostw świata) w Nadolu.
Wielokrotnie stawała na podium mistrzostw Polski w szachach błyskawicznych, m.in. w latach 1987 (w Bydgoszczy) i 1990 (w Gdyni) dwukrotnie zdobyła tytuły mistrzyni kraju.
Najwyższy ranking w karierze osiągnęła 1 lipca 1994 r., z wynikiem 2220 punktów dzieliła wówczas 7-8. miejsce wśród polskich szachistek.